# Capo di tutti i capi
Capo di tutti i capi oder capo dei capi (italienisch für Boss aller Bosse oder Boss der Bosse) wird hauptsächlich extern von Massenmedien, Polizei- und Justizbehörden als Titulierung dominanter Führungspersonen innerhalb der Mafia gebraucht; also insbesondere für Anführer der sizilianischen Cosa Nostra oder Bosse der US-amerikanischen Cosa Nostra. In der Regel wird das Oberhaupt der mächtigsten „Familie“ als ein solcher „Boss der Bosse“ bezeichnet.
In internen Kreisen wird dieser Titel nicht verwendet, da er zu Spannungen zwischen den einzelnen „Familien“, ihrer Fraktionen oder ihren Vollmitgliedern führen würde.

## US-amerikanische Mafia
In der US-amerikanischen Mafia war Giuseppe „Joe The Boss“ Masseria einer der ersten, dem dieser Titel zugeschrieben wurde, da er von Anfang der 1920er Jahre bis zu seiner Ermordung am 15. April 1931 das von Italienern organisierte Verbrechen in New York City kontrollierte.
Durch die Entsendung von Salvatore Maranzano durch Vito Cascio Ferro von Sizilien nach New York kam es 1930/31 zum Konflikt, der als Krieg von Castellammare bekannt wurde. Nach der Ermordung Masserias 1931 strebte Maranzano offenbar tatsächlich eine Position als capo dei capi aller fünf Familien an. Um diese Position auch letztendlich zu erlangen und zu festigen, plante er, die überlebenden Verbündeten Masserias ebenfalls zu eliminieren. Doch Lucky Luciano, der damals Leutnant unter Masseria gewesen war, handelte sofort. Am 10. September drangen Killer, die überwiegend aus dem Umfeld des Bugs and Meyer Mob stammten, als Polizisten verkleidet in das Büro von Maranzano ein und erschossen diesen.
Masseria und Maranzano waren „Mustache Petes“ der alten Schule. Die Auffassungen zwischen diesen alten „Greaseballs“ (engl. Fettklöße), wie die Mustache Petes auch genannt wurden, und den „Young Turks“ (engl. Jungtürken) wie insbesondere Lucky Luciano, klafften weit auseinander. Allein schon die Zusammenarbeit von Luciano mit dem Nicht-Sizilianer Frank Costello, einem Mann aus Kalabrien, dürfte Masseria bereits suspekt gewesen sein.
Mit der Seven Group bestand bereits ein Arbeitszusammenhang unterschiedlicher Nationalitäten zur Umgehung der Alkoholprohibition, und die darin praktizierte Arbeitsteilung widersprach der Position einer mächtigen zentralen Führung durch eine Person.
Luciano gründete nach dem Mord an Maranzano das National Crime Syndicate, in dem die sogenannte Amerikanische Mafia-Kommission der amerikanischen Cosa Nostra den „Vorsitz“ hat und immer die dominierende Gruppe blieb. Statt von einem Boss der Bosse wurde das NCS von der „Kommission“ geleitet, die die Position des Capo di tutti i capi verbot. Neben den fünf Familien New Yorks und dem Chicago Outfit hatten dort auch Banden anderer ethnischer Herkunft oder Assoziierte Sitz und Stimme; insbesondere der Kosher Nostra Meyer Lansky war die einflussreichste Persönlichkeit nicht-italienischer Herkunft. Lansky wurde von der Presse nicht nur als „Bankier des organisierten Verbrechens“ bezeichnet, sondern ebenfalls gerne als „Pate der Paten“. Damit sollte sein Einfluss auf die anderen Gangster ausgedrückt werden; formal gesehen war das grundsätzlich ausgeschlossen, da Nicht-Italiener eigentlich nicht Vollmitglied der Mafia werden können. Selbst wenn Lansky zu den wenigen Ausnahmen gehört hätte, die Führung durch einen Nicht-Italiener wäre nicht durchsetzbar gewesen.
In den späten 1960er Jahren und frühen 1990er Jahren wurde die Gambino-Familie als die mächtigste Fraktion der Fünf Familien von New York angesehen. Deshalb wurden die Führer der Gambino-Familie, angefangen mit Carlo Gambino, Paul Castellano und später John Gotti, von den Behörden und besonders von den Medien als „Capo di tutti i capi“ bezeichnet.

## Sizilianische Mafia
Bei der sizilianischen Mafia existiert der Titel nicht, obwohl auch hier sehr mächtige und einflussreiche Bosse von den Medien so bezeichnet wurden. So wurde zum Beispiel von Calogero Vizzini, einem Don der „alten Schule“, oft als Boss der Bosse gesprochen. In den 1980er und 1990er Jahren wurden die Bosse der mächtigen Corleoneser Familie, Salvatore Riina und Bernardo Provenzano, oft so bezeichnet. Viele Pentiti (it: Reuige), wie z. B. Tommaso Buscetta, erklärten aber immer wieder, dass es eine solche Position niemals gegeben hätte.
Nach dem zweiten großen Mafiakrieg 1981–1983 (in Italien auch als Mattanza – die „blutigen Ernten“ – bekannt) erreichten die Corleonesi, durch die konsequente Tötung ihrer Gegner und auch der ermittelnden Beamten, eine bislang unbekannte totale Hegemonie über die gesamte Organisation. Riina reglementierte das Leben innerhalb der Cosa Nostra neu und ernannte sogenannte Botschafter, die für ihn die Aktivitäten der anderen Familien kontrollierten sollten.
Riina allein entschied dann über Streitigkeiten innerhalb der Clans und alle Familien wurden verpflichtet, einen Prozentsatz ihrer Einnahmen an die „Cupola“ abzugeben. Nachdem die italienische Regierung Salvatore Riina 1993 verhaftet hatte und auch sein Schwager und Nachfolger Leoluca Bagarella 1995 von den Behörden gefasst wurde, ging die Führung auf Bernardo Provenzano über. Provenzano führte die Organisation wieder in die Anonymität. Er stoppte die Attentate und Bombenanschläge und gestand den einzelnen Familien wieder mehr Eigenständigkeit zu.
Im April 2006 wurde Provenzano nach einer 43 Jahre andauernden Flucht von der italienischen Polizei festgenommen. Als Nachfolger in der Cosa Nostra galt Salvatore Lo Piccolo, der jedoch bereits 2007 gemeinsam mit drei anderen Männern, darunter seinem Sohn Sandro, ebenfalls festgenommen wurde. Somit galt der seit 1993 flüchtige Matteo Messina Denaro als neuer potentieller capo di tutti i capi der sizilianischen Cosa Nostra bis zu seiner Verhaftung im Januar 2023 in Palermo während des Besuchs einer Krebstherapie.

## Film
- „Die wahren Bosse – Ein teuflisches Imperium“: Der Film handelt vom Aufstieg Lucky Lucianos, seiner Freunde Meyer Lansky, Frank Costello und Bugsy Siegel, dem Mord an Don Giuseppe Masseria und der Entstehung des National Crime Syndicate.
- 2007 erschien ein italienischer Film „Capo dei Capi“ (Boss der Bosse). Ein Mehrteiler über das Leben von Salvatore Riina gespielt von Claudio Gioè.[1]